# جون مارشال (مهندس معماري)
جون مارشال (بالإنجليزية: John Marshall)‏ هو مهندس معماري أمريكي، ولد في 1864 في اسكتلندا في المملكة المتحدة، وتوفي في 1949.